# 유럽 고속도로 24호선
유럽 고속도로 24호선(European route E24)은 버밍엄에서 입스위치까지 이어주는 총 연장 254 km의 거리를 가진 국제 E-road 간선도로망이다. 

## 주요 경로
유럽 고속도로 24호선의 주요 경유지 및 경로 등을 살펴보면 버밍엄에서는 E05호선과 만나고, 그 곳에서는 M6 톨과 직접 접촉하게 된다. 다만 주변 지역에서 계속 따라 오게 되는 E05 고속도로와 M6 모터웨이가 나란히 계속 병주하다가 M42 모터웨이가 만나게 되지만 이 도로는 계속 동쪽으로 향하게 되면 유럽 고속도로 13호선(M1 모터웨이)과 직접 만난다. 또한 해당 교차로를 지나가게 되면 유럽 고속도로 14호선과도 접촉하게 되며, 또한 헌팅던에서는 유럽 고속도로 15호선과도 연결된다. 그 외에도 케임브리지에서는 A12 도로 (영국)와도 접촉하며, 종점인 입스위치까지 이어준다. 

## 여담
해당 고속도로는 영국 관내에만 관통되어 있는 유럽 고속도로 노선으로는 유럽 고속도로 13호선, 유럽 고속도로 32호선과 더불어 3개의 노선 중의 하나이기도 하다.